# Ermita del Cristo del Amparo (Guadasequies)
La Ermita del Cristo del Amparo de Guadasequies es un templo situado a las afueras de la población, en el municipio de Guadasequies. Es Bien de Relevancia Local con identificador número 46.24.138-003.

## Historia
El edificio se construyó a principios del siglo XX. En un retablo cerámico figura 1906 como año de construcción del calvario.

## Descripción
La ermita se encuentra en las afueras de Guadasequies, en un pequeño cerro orientado hacia Sempere.  Frente al edificio, un espacio arbolado acoge las estaciones del calvario, con el que forma un conjunto.
El edificio es de planta de cruz latina. Está totalmente exento y en su construcción se empleó mampostería y ladrillo. La cubierta a dos aguas y el material empleado es la teja. Sobre el crucero se levanta una cúpula rematada en un cupulín.
La fachada es cuadrada y está rematada por una cornisa con adornos piramidales. En el centro de esta cornisa se alza una espadaña de estilo barroco que alberga la única campana. La puerta es rectangular y sobre el dintel se abre un óculo. A un lado de la puerta está la duodécima estación de Viacrucis.
La planta del interior es también de cruz latina y está cubierta con bóveda de cañón. La cúpula del crucero se sostiene con pechinas.
El presbiterio es rectangular y sus paredes están decoradas con pinturas barrocas. En el testero se encuentra un lienzo que representa al titular, de autor desconocido y datada a mediados del XVIII. En las capillas laterales hay altares de yeso con imágenes modernas de Santa Teresa y la Sagrada Familia.